# Bukowina (kraina historyczna)
Bukowina (rum. Bucovina; ukr. Буковина, Bukowyna) – kraina historyczna w Europie Wschodniej, położona pomiędzy Karpatami Wschodnimi a środkowym Dniestrem, obecnie, od II wojny światowej dzieli się na:
- Bukowinę północną należącą do Ukrainy,
- Bukowinę południową należącą do Rumunii.

Dawniej należała do północnej części historycznej Mołdawii.

## Historia Bukowiny

### Średniowiecze
W X-XI wieku ziemie późniejszej Bukowiny weszły w skład Rusi Kijowskiej (rozciągającej się wzdłuż największych szlaków wodnych wiodących od szwedzkich Waregów ku Bizancjum i konkurującej z Połowcami, Pieczyngami, a następnie Tatarami). Leżała ona na ówczesnym pograniczu ziem kijowskich porośniętym wiekowymi borami, na pustkowiach, przez które przedzierał się drugorzędny szlak handlowy, łączący Zadnieprze z Czechami i Węgrami. Szlak ten opierał się na pierwszych osadach, które stały się później najsłynniejszymi twierdzami tego obszaru: Chocim i Kamieniec Podolski. W wiekach XII i XIII ziemie te znalazły się w granicach Księstwa Halickiego i Halicko-Wołyńskiego. Były to tereny w zasadzie niezamieszkane, gdzie dopiero tworzyła się siatka pierwszych niewielkich osad – na poły rodowych skupisk rolniczo-pasterskich.

### Czasy mołdawskie
Dopiero w XIV wieku Mołdawia (do niej należała wznoszona Suczawa) zaznała swej politycznej emancypacji, której tłem były konflikty polsko-węgierskie, jak również doznała szybkiego rozwoju i wielu przemian. Od 1400 roku powstała w Suczawie prawosławna metropolia, mocno związana z tradycją greckiego (bizantyńskiego) chrześcijaństwa. Pierwsze siedziby władców mołdawskich to Seret, Baia, Radowce wreszcie Suczawa, skąd w XVI w. stolicę Mołdawii przeniesiono do Jass. Odtąd Bukowina przestała odgrywać centralną rolę w państwie mołdawskim (centrum władzy przesunęło się na południe). Wiek XV był czasem prężnego rozwoju ziem mołdawskich, w tym i późniejszej Bukowiny. Potężne zyski z handlu pozwoliły na budowę mocnych struktur państwowych. Główne szlaki handlowe biegnące przez te ziemie łączyły Rzeczpospolitą z Morzem Czarnym. Jedna ważna droga handlowa, biegnąca wzdłuż Prutu, łączyła Ruś Halicką przez Kołomyję i Czerniowce ze skupiskami miejskimi w rejonach dolnego Dunaju. Inna ważna droga o charakterze międzynarodowym – tak zwana „droga mołdawska” – przebiegała przez Bukowinę, łącząc Morze Czarne ze środkową i północną Europą. Wędrowali tędy kupcy słowiańscy, arabscy, żydowscy, ormiańscy. Opierając się na tym rosnącym potencjale ekonomicznym, młoda władza mołdawska rozpoczęła wówczas fundację serii obronnych zespołów klasztornych, z których nawet najstarsze (Putna, pierwsza Mołdawica, dawniejszy Humor...) można podziwiać jeszcze dzisiaj. Fundacje te były skupione na ogół na terenach górskich, na zachód od Suczawy. Będąc granicznymi przyczółkami państwowości mołdawskiej, stanowiły także zalążki wsi i miasteczek wdzierających się pomału w doliny bukowych lasów.

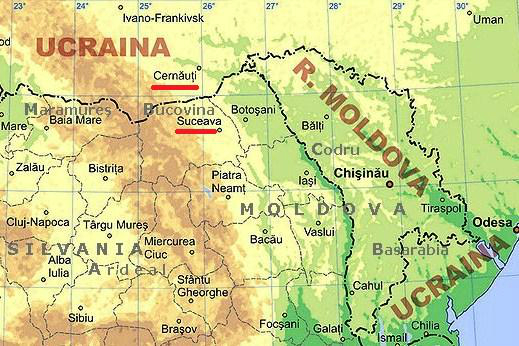
Mapa ukształtowania terenu Bukowiny, zaznaczone główne miasta (Czerniowce i Suczawa), granice współczesne

Skupiska miejskie terenów przyszłej Bukowiny to przede wszystkim leżąca na południu Suczawa i rozwijające się na północy Czerniowce. Potężna twierdza suczawska do dziś imponuje swymi walorami obronnymi. Monastyry suczawskie z monastyrem św. Jana z Suczawy na czele świadczą o poziomie kultury prawosławnej ówczesnej Mołdawii.
Historia Czerniowiec była trochę odmienna, bardziej kupiecka. Czerniowce też później stały się stolicą austriackiej Bukowiny. Z 1408 roku pochodzi pierwsze pisemne świadectwo istnienia tego sporego już wówczas miasteczka z dwiema prawosławnymi cerkwiami parafialnymi, zamieszkanego głównie przez Rusinów i Wołochów. Leżące przy większym szlaku handlowym niż Suczawa czerpały z tego korzyści i ponosiły straty. W latach 1497–1537 Polacy aż trzy razy palili Czerniowce podczas swoich wypraw. Ziemie te były terenem nieudanej wyprawy króla polskiego Jana Olbrachta w 1497 r., którego wojska zostały zmuszone do odstąpienia od obleganej Suczawy, a następnie rozbite w lasach mołdawskich („Za króla Olbrachta wyginęła szlachta”).
Wzdłuż osi handlowych powstawały miasta, które już u zarania przedstawiały kulturę etnicznie złożoną. Koniec XVII i początek XVIII wieku stanowił główny przełom w osadnictwie wielokulturowym przyszłej Bukowiny. Zalążki tego fenomenu można zaobserwować trochę wcześniej. Właśnie w owych miasteczkach handlowych spotykali się na targach ludzie przemieszczający się wzdłuż osi handlowych. Wraz z tymi ludźmi przemieszczały się idee, wyznania, kultury. Już wówczas powstawała na Bukowinie kultura otwarta na różnorakie wpływy: ruskie, polskie, węgierskie, bizantyńjskie, osmańskie i inne.

### Czasy osmańskie

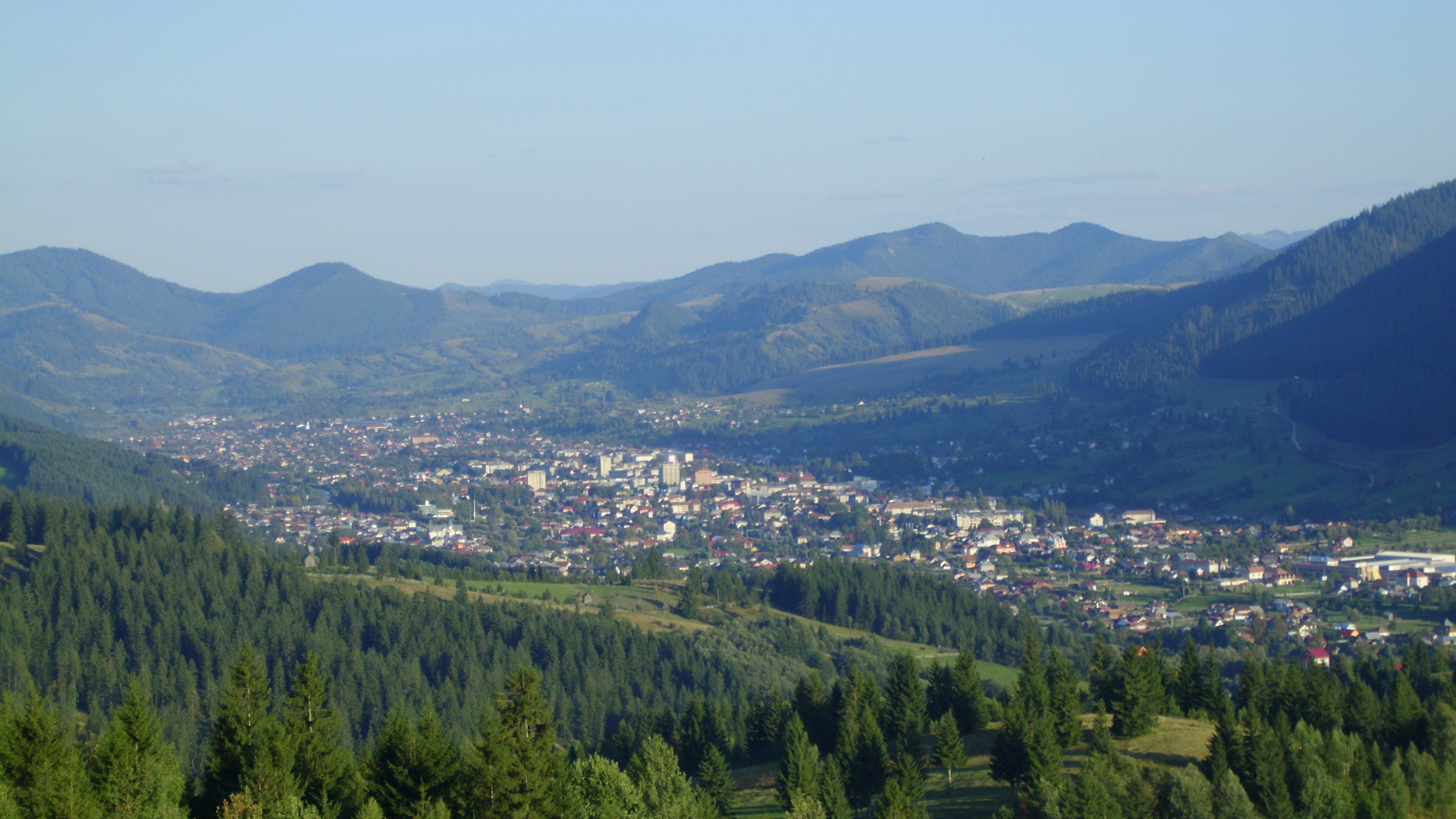
Współczesna panorama Bukowiny

W ciągu pierwszej połowy XVI wieku Osmanie podbili Mołdawię. Turcy stali się głównym zagrożeniem, co znalazło swój wyraz w lokalnej sztuce. Jeszcze w 1687 roku Sobieski przyłączył Czerniowce do Rzeczypospolitej, ale w 1699 roku zostały one zwrócone Hospodarstwu Mołdawskiemu. Tym niemniej, szczególnie w miasteczkach rozwijały się różne kultury, w tym i polska kultura kresowa. Pod koniec XVII wieku prawosławie rumuńskie przeżywało swoistą unię z Rzymem. W końcu XVII wieku w Czerniowcach rozwinęło się pierwsze skupisko Żydów. W 1715 roku powstało osadnictwo ormiańskie w miejscowości Kuty nad Czeremoszem. W XVIII wieku rozwijały się spore gminy ormiańskie w Suczawie i w Czerniowcach. W 1870 roku Ormianie założyli w ramach archidiecezji lwowskiej parafię liczącą 600 katolików obrządku ormiańskiego. Na południu, w okolicach Suczawy, osiedli Ormianie obrządku wschodniego, tacy zamieszkali też okolice Putny. W 1724 roku pierwsi staroobrzędowcy uciekający przed rosyjskim caratem znaleźli schronienie na Bukowinie – we wsi Lipoveni, od której wywodzi się ich określenie Lipowanie. Tak powstawała składanka etniczna, która stanowić będzie podłoże etosu bukowińskiego.

### Czasy habsburskie

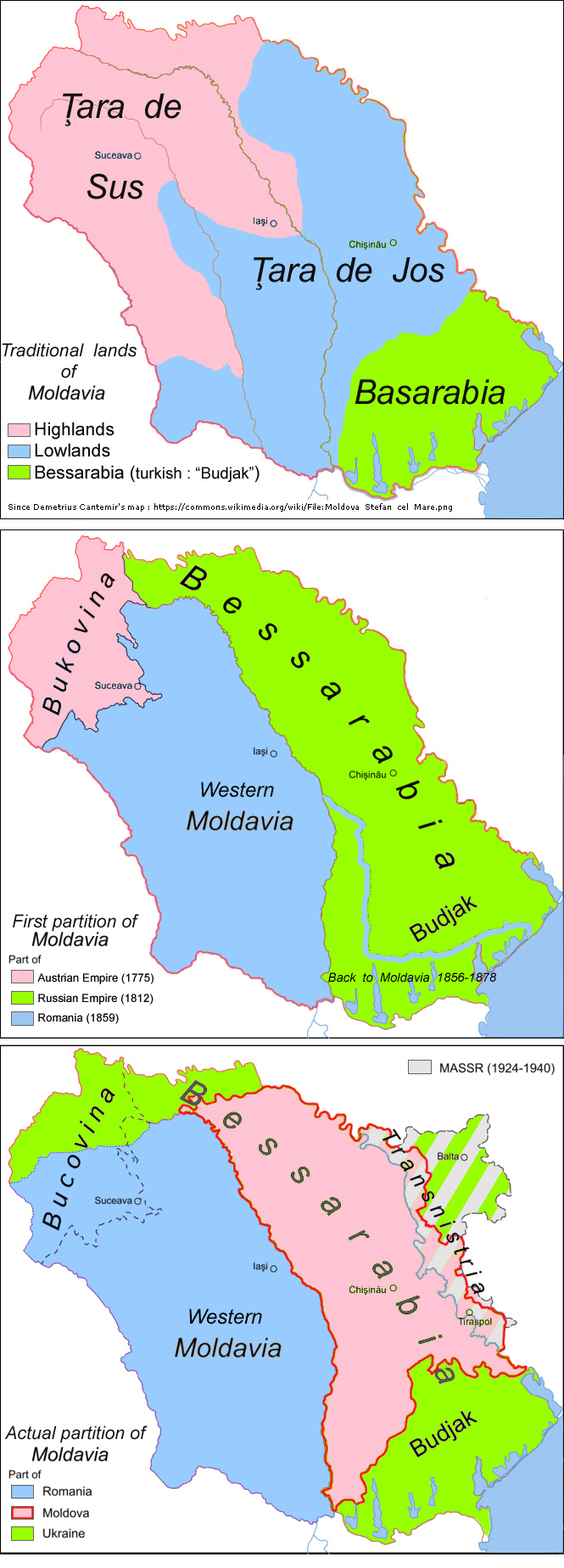
Bukowina na przestrzeni dziejów

Zasadniczą datą w kształtowaniu się fenomenu Bukowiny był 1775 rok. Wówczas na mocy pokoju w Kuczuk Kajnardży większa część Bukowiny przypadła Austrii, która przyłączyła ją do Galicji. Wiek XIX to główny okres rozwoju Bukowiny, lata, które nadały jej swoisty charakter ziemi wielonarodowej, urzeczywistniającej ideały tolerancji. Austriacy zastali na Bukowinie olbrzymie połacie lasów, zupełnie niezagospodarowane. Pod berłem habsburskim tę zieloną pustynię zasiedliła fala imigracji bukowińskiej, która stworzyła istną mozaikę ludów. Do dawnego osadnictwa rusińskiego (w tym huculskich pasterzy na terenach górskich), mołdawskiego, a w miasteczkach żydowskiego i ormiańskiego, doliczyć trzeba Niemców, Austriaków i Polaków. Pracowali oni m.in. przy wyrębie buków. W początkowych fazach zasiedlenia, w zamian za dostarczone cesarstwu drewno, można było otrzymać ziemię spod wyrębu za darmo. Pierwsze rodziny śląskich górali z okolic Czadcy oraz innych rejonów Śląska Cieszyńskiego przybywali na Bukowinę już na samym początku XIX wieku. Przemieszczanie się Polaków ułatwiał fakt, że od 1786 aż do 1849 (po Wiośnie Ludów) Bukowina pozostawała w administracyjnych ramach Galicji (jako cyrkuł bukowiński). Większość nowych wsi powstających wówczas na Bukowinie miała od samego początku charakter wieloetniczny. Pojana Mikuli jest najlepszym tego przykładem. Jednak w XIX wieku nie dochodziło raczej do małżeństw mieszanych ze względu na różnice kulturowe i językowe. Tym niemniej, to w XIX wieku powstała na Bukowinie coraz bardziej świadoma kultura wielonarodowa przesiąknięta etosem pogranicza, dzięki któremu kilkanaście grup etniczno-wyznaniowych mogło współżyć w pokoju i poszanowaniu sąsiadów. Odzwierciedla się to w wielu do dziś funkcjonujących przysłowiach i porzekadłach bukowińskich. Trzeba zaznaczyć, że od samego początku Habsburgowie przyczynili się do rozwoju pokojowej i zarazem wielonarodowej Bukowiny. Cesarz Józef II samodzielnie wybierał urzędników i dostojników kościelnych wysyłanych na Bukowinę. On również zapewnił powstanie wielojęzycznego szkolnictwa na tych ziemiach. Na Bukowinie istniało szkolnictwo ukraińskie, rumuńskie, niemieckie, polskie, żydowskie i węgierskie. Nauczyciele byli tu opłacani najlepiej z całego cesarstwa. Władza wojskowa istniejąca pierwotnie w tej strefie pogranicza zapewniła pokojowy rozwój wielonarodowego osadnictwa. Na Bukowinę południową Polacy przybyli w pierwszym dwudziestoleciu XIX wieku. Dzielili się, jak wszyscy na Bukowinie, na mieszkańców gór i mieszkańców nizin. Polskie skupiska to przede wszystkim miejscowości wzdłuż Czeremoszu i Prutu, jak i Seretu na północy, a na południu – okolice rzeki Suczawy i Mołdawy. Istotną rolę w historii polskiego osadnictwa odegrała kopalnia soli w Kaczyce, do której sprowadzano całe rodziny górników m.in. z Wieliczki.
W marcu 1849 Bukowina została odłączona od Galicji i stała się osobnym krajem koronnym jako Księstwo Bukowiny z osobnymi organami władzy – Prezydium Krajowym, Sejmem Krajowym Bukowiny i wydziałem krajowym. Nastały najlepsze lata rozwoju Bukowiny, przede wszystkim jednak jej stolicy – Czerniowiec. Wobec kłopotów komunikacyjnych Suczawy Austriacy – wbrew pierwotnym planom – w Czerniowcach utworzyli centralne ośrodki administracji tej ziemi.
Należy tu wspomnieć znakomitą postać Antoniego Kochanowskiego, prawdziwego ojca tego miasta. Piastował on godność rajcy czerniowieckiego przez 42 lata, będąc burmistrzem przez 27 lat. Był on również deputowanym do Sejmu Krajowego Bukowiny, wicemarszałkiem i marszałkiem tegoż sejmu i posłem do Rady Państwa. On to zmienił wygląd Czerniowiec, która z małej drewnianej mieściny przemieniła się w dobrze uporządkowane miasto, z kanalizacją, prądem, brukiem, a nawet tramwajem.
W 1840 roku Czerniowce liczyły tylko 12 500 mieszkańców, lecz już w 1859 – 26 345, a w roku 1880 – 45 600. Ważną rolę w rozwoju miasta odgrywała wybudowana przez polskich inżynierów kolej łącząca Lwów, Czerniowce, Suczawę i Jassy, a więc Bałtyk z Morzem Czarnym. W październiku 1875 roku w Czerniowcach został założony uniwersytet, a przy nim powstały organizacje studenckie poszczególnych grup etnicznych (np. „Austria”, „Allemania”, „Sojuz” ukraiński, „Ognisko” polskich katolików, „Lechia”, syjonistyczna „Karima”, żydowskie „Zefira” i „Hebronia”). Generalnie rzecz biorąc, życie kulturowe poszczególnych miejskich grup etnicznych rozwijało się w różnorodnych klubach i stowarzyszeniach, jak i w czytelniach prasy, domach kultury i bibliotekach. W miastach bukowińskich powstawała wieloetniczna inteligencja, potrafiąca docenić swą wieloetniczność i współzawodnicząca w organizowaniu imprez kulturalnych o coraz to wyższym poziomie. Dochodziło do tego, iż na przełomie XIX i XX wieku najlepsza kawiarnia w Czerniowcach wykładała codziennie 159 gazet i czasopism z całego świata. Dobre współżycie wielu kultur objawiało się także w dobie kształtowania niektórych świadomości narodowych. Na przykład pierwsze odezwy do powstającej narodowości ukraińskiej były drukowane w gazetach polskich, gdyż Ukraińcy nie mieli wówczas jeszcze swoich gazet. W pamiętnikach Bukowińczyków widać, że małe dzieci stykały się już na ulicach i podwórkach z odmiennymi kulturami i językami. Targi również odgrywały tu rolę płaszczyzn spotkania. Przeciętny Bukowińczyk, nawet prawie niepiśmienny, mówił w kilku językach.

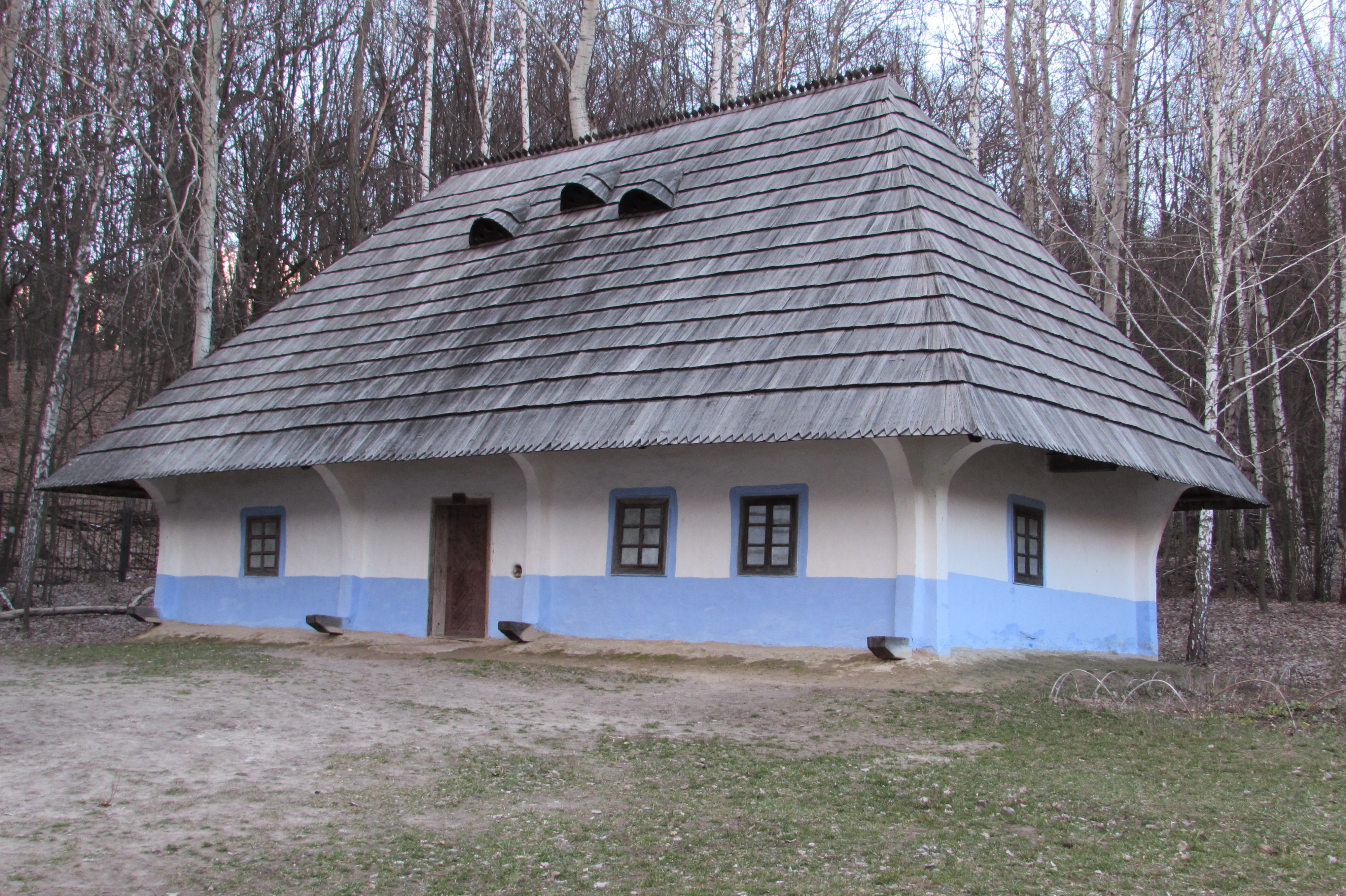
XIX-wieczna chata ze wsi Wełykyj Kuczuriw

W 1857 roku dokonano spisu ludności, który na Bukowinie wypadł następująco: na 10 440 km², mieszkało 455 800 ludności (czyli 31,6 os. na 1 km²). Z tego spisu można wyczytać unikalną mozaikę etniczną: 44,6% Rumunów – zamieszkałych głównie na południu i silnie zróżnicowanych społecznie; 38,2% Rusinów (do których zaliczono także Hucułów) – zamieszkałych głównie na północy (w Czerniowcach w 1890 roku mieszkało ich 12 984 (14,3%) i stanowili trzecią co do wielkości grupę etniczną, w 1917 roku – drugą); 6,4% Niemców – urzędników, rzemieślników z wysokimi kwalifikacjami, inżynierów górniczych i hutniczych; 6,4% Żydów – zamieszkujących przede wszystkim miasta i miasteczka, trudniących się handlem i rzemiosłem, lecz będących także lekarzami, adwokatami lub np. dziennikarzami; 3% Polaków – mieszkających też przede wszystkim w miastach i miasteczkach (w Czerniowcach w 1910 roku było ich 15 412 osób); 1,6% Węgrów, 0,57% Rosjan starego obrzędu oraz 0,1% Ormian. Bukowina miała przede wszystkim charakter agrarny. Jeszcze w 1880 roku prawie trzy czwarte ludności były związane z rolnictwem i tak w zasadzie pozostało do końca XIX wieku. Wystarczy tu wspomnieć wielkie targi bydła, odbywające się w Czerniowcach. Tylko ok. 40% ziemi tworzyła wielka własność. Proces parcelacyjny przebiegał bardzo powoli. W 1902 roku prawie 60% wszystkich gospodarstw chłopskich posiadało mniej niż 2 ha. Była to sytuacja dość wyjątkowa w tej części Europy, wynikająca z historii tego osadnictwa, dużo późniejszego niż w innych stronach, choćby Galicji. Ważną rolę w gospodarce agrarnej spełniał wypas zwierząt, zwłaszcza w terenach górskich.

Bukowina (2) w ramach Austro-Węgier

Tak więc w ciągu XIX wieku, Bukowina zmieniła całkowicie swój wygląd – od zielonej prawie pustyni w krainę z rozwiniętymi miastami, dużymi wsiami i nowoczesnymi miasteczkami. Słynnymi kurortami i uzdrowiskami były Kimpulung Mołdawski i Vatra Dornei. Na przełomie XIX i XX wieku miała miejsce spora fala emigracji bukowińskiej do Stanów Zjednoczonych i do Brazylii (obejmująca również Polaków, a także znaczną liczbę Niemców). Dziś jeszcze funkcjonuje tam dosyć prężnie „Bukovina Society of the Americas”.
Pod względem wyznaniowym na przełomie wieków największą liczbę stanowili prawosławni (prawie wszyscy Rumuni i większość Ukraińców, należący do metropolii bukowińskiej) – 68,44%; Żydów było 12,86%; katolików obrządku rzymskiego (wszyscy Polacy oraz większość Węgrów i Niemców) – 12,32%; luteranie i kalwini (mniejszości niemieckie i węgierskie) – 2,56%. Do tego należy dodać 0,4% staroobrzędowców z Rosji, 0,08% katolików obrządku ormiańskiego, 0,04% Ormian obrządku wschodniego. Nie uwzględniono w tych danych ok. 6000 (?) – 0,7% Romów.
W okresie liberalnych rządów Habsburgów II połowy XIX i początku XX wieku na Bukowinie istniał sejm krajowy, składający się z 31 posłów (do 1907 wybory odbywały się systemem kurialnym). Decydował on (podobnie jak np. sejm krajowy w Galicji) o krajowych sprawach związanych z gospodarką, edukacją czy ochroną zdrowia.

### Czasy międzywojenne i powojenne

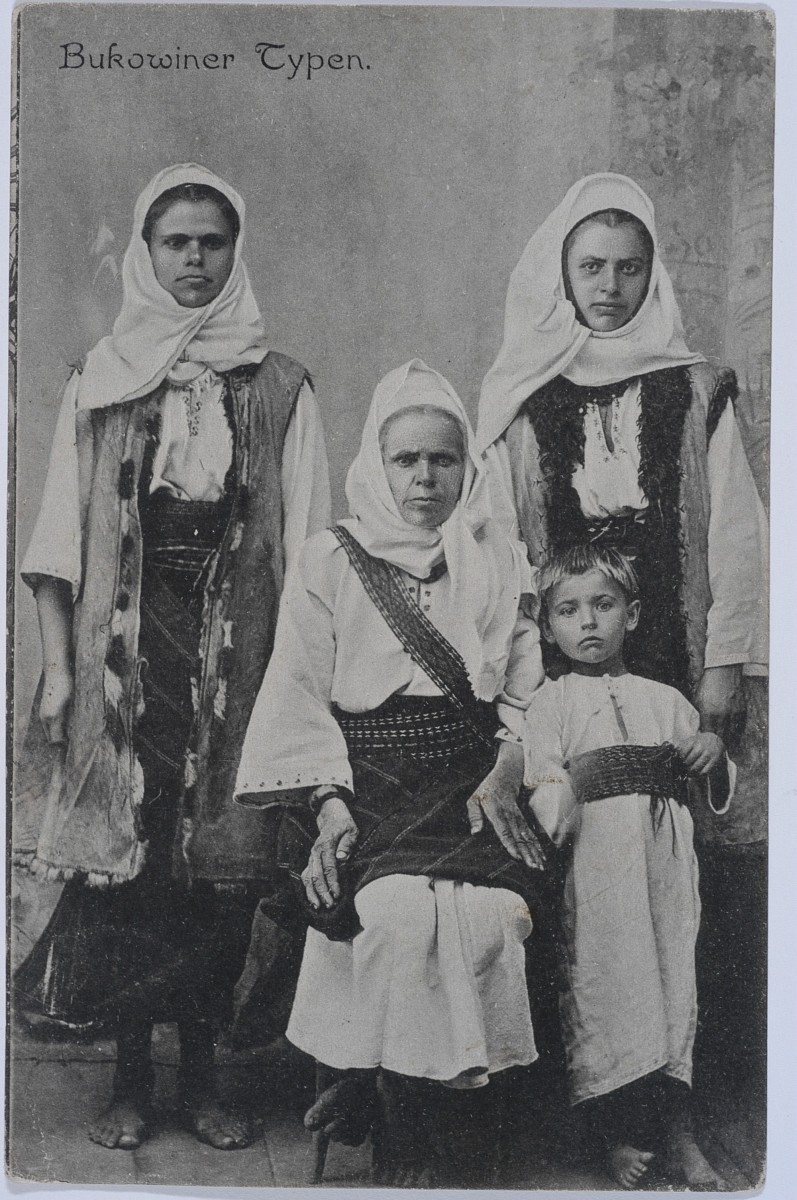
Stroje regionalne, pocz. XX wieku

3 listopada 1918 odbyła się w Czerniowcach manifestacja poparcia dla Ukraińskiej Rady Narodowej, a władzę na Bukowinie przejęła „Bukowińska Delegacja Ukraińskiej Rady Narodowej”. Jednak tego samego dnia z Bukowiny odmaszerowały do Lwowa oddziały Ukraińskich Strzelców Siczowych, które były tam jedyną siłą militarną. 5 listopada 1918 nad Czerniowcami pojawił się rumuński samolot wojskowy, rozrzucając ulotki z odezwą dowódcy 8 dywizji rumuńskiej, która mówiła o zajęciu Bukowiny przez Rumunię w celu zapobieżenia anarchii i zaprowadzenia porządku. W dniach 6–12 listopada 1918 oddziały rumuńskie zajęły Bukowinę, rozbrajając 200-osobowy oddział ukraińskiej samoobrony i wypierając oddział Armii Halickiej z powrotem do Galicji. 12 listopada powstała Rada Narodowa; jej przewodniczącym był Dionisie Bejan, a od 28 listopada 1918 Iancu Flondor. 31 grudnia 1918 Rada Narodowa Bukowiny podjęła decyzję o przyłączeniu się do Rumunii. Po upadku imperium Habsburgów na mocy traktatu z Saint-Germain-en-Laye z 10 września 1919 roku Bukowina stała się częścią Rumunii. Powstała Wielka Rumunia.
Druga wojna światowa silnie zniszczyła mozaikę ludów bukowińskich. Podczas wkraczania wojsk rumuńskich na tereny Północnej Bukowiny miały miejsce liczne pogromy na Żydach dokonywane zarówno przez żołnierzy rumuńskich, jak i przez ludność miejscową, przeważnie ukraińską. W czasie tych pogromów zginęło kilkadziesiąt tysięcy Żydów. W okolicy działała także Specjalna Grupa Operacyjna D pod dowództwem Otto Ohlendorfa.
Hitlerowcy wymordowali Żydów głównie w Birkenau i na Majdanku, Niemców wysiedlili na Śląsk, w okolice Żywca i do Kraju Warty (Heim ins Reich), nastąpiły repatriacje Polaków, Węgrów, Słowaków. Nowa granica rumuńsko-radziecka (powstała w 1940 roku, w wyniku paktu Ribbentrop-Mołotow) sztucznie dzieliła Bukowinę na dwie części, jednak obie zachowały w pewnej mierze swą specyfikę wewnątrz nowych państwowości totalitarnych. W Rumunii nawet Nicolae Ceaușescu przez lata nie potrafił poddać sobie górali bukowińskich, którzy de facto zachowali sporą autonomię. Mozaika ludów utrudniała inwigilację Securitate. Po stronie północnej pamięć o wielonarodowości i specyfice tych ziem pozwoliła przetrwać okres stalinowski niektórym ostojom mentalności bukowińskiej, która teraz z trudem się odradza, zwłaszcza w kręgach inteligenckich, jak również w środowiskach wiejskich.

## Skład etniczny
Wedle oficjalnych danych z roku 1995 w ukraińskim obwodzie czerniowieckim żyje dziś 70% Ukraińców, 10% Rumunów, 9% Mołdawian, ponad 6% Rosjan, 1,7% Żydów i 0,5% Polaków, natomiast po stronie rumuńskiej dane ze spisu ludności z 1992 roku stwierdziły w regionie Suczawy 96,6% Rumunów, lecz uwzględniły istnienie Węgrów (0,1), Cyganów (0,7), Niemców (0,3), Ukraińców (1,4), Lipowian (staroobrzędowców) (0,4), Polaków (0,4) i innych (0,1).

### Rumuni

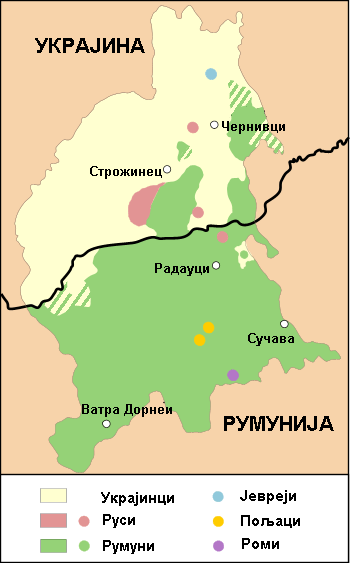
Mapa etniczna Bukowiny

Najliczniejsza, najstarsza grupa etniczna Bukowiny. W wieku XIX mają dominującą rolę na sejmie bukowińskim. Zajmowali się tradycyjnie głównie rolnictwem, hodowlą bydła, owiec, wytwórstwem serów i rzemiosłem wiejskim. Należą do prawosławnej grupy wyznaniowej. Przed podziałem Bukowiny na dwie części stanowili oni większość w 3 powiatach środkowych i 3 południowych.

### Rusini/Ukraińcy
Druga najstarsza i najliczniejsza grupa ludności tubylczej. Do końca XIX wieku źródła piszą raczej o Rusinach, w XX wieku należy już mówić o Ukraińcach. Do Rusinów zalicza się obecnie także Hucułów – bukowińskich górali.
Liczba Rusinów wzrastała w XIX wieku w związku z napływem ludności z Galicji (190 000 w 1801 roku do 337 000 w roku 1848). Składali się głównie z chłopów, bez tradycji mieszczańskich, ziemiańskich czy też inteligenckich. Pod koniec XIX wieku wzrosła liczba Rusinów w sejmie Bukowiny i zaczęło rodzić się ich poczucie odrębności narodowej. Ukraińcy byli tradycyjnie wyznania prawosławnego.
Specyficzną i zintegrowaną ludnością na ogół zaliczaną obecnie do Rusinów są Huculi, których język ma wpływy mołdawsko-rumuńskie i słowiańskie. Prowadzą nadal typ górskiej gospodarki samowystarczalnej. Głównym ich zajęciem było i jest pasterstwo. Uprawiali także kowalstwo, młynarstwo, bednarstwo, garncarstwo, szewstwo, krawiectwo. Pełnili również rozmaite funkcje związane z zamieszkiwanym terytorium takie jak: leśniczy, sołtys, policjant wiejski, ogrodnik. Tradycyjnie pogardzali rolnictwem i samych rolników – ludzi nizin – nie darzyli wielkim szacunkiem. Pierwsze parafie pojawiły się na huculszczyźnie dopiero pod koniec XVII wieku, a niedługo potem Huculi zaczęli uważać się za „jedynych autentycznych chrześcijan”. Ze względu na liczbę dezercji byli zwolnieni ze służby wojskowej pod berłem habsburskim.
Po 1945 roku w wyniku zmian cywilizacyjnych oraz polityki komunistycznej nastąpił szybki zanik tradycyjnego życia huculskiego. Dziś dla górali zajmujących się głównie pasterką przejście na gospodarkę handlową i udział w systemie podatkowym okazało się bardzo trudne. Istotnym źródłem utrzymania stało się nielegalne wycinanie lasów.
Przed 1918 rokiem Huculi stanowili większość w pięciu powiatach północno-bukowińskich: czerniowieckim, kocmanieckim, waszkowieckim, wyżnickim i zastawnieckim.

### Niemcy
Obecni na Bukowinie już w XIV wieku, lecz ich liczba wzrosła za czasów habsburskich. Na Bukowinę zostali sprowadzeni – jako fachowcy: urzędnicy, rzemieślnicy, duchowni, nauczyciele, którzy osiedlili się głównie w miastach. W ramach germanizacji przesiedlono na te tereny rolników (północne tereny obecnej Bukowiny rumuńskiej), hutników szkła i metalu, oraz górników (głównie na południe). Mieli istotny wpływ na rozwój gospodarki Bukowiny. Część powstałych wsi miała charakter wybitnie niemiecki. Miasta o silnej obecności niemieckiej to Kimpulung Mołdawski, Gura Humorului, Radowce, Czerniowce, Suczawa, Seret.

### Żydzi
Żydzi pojawili się na terenie Bukowiny już w XIV wieku w nawiązaniu do przebiegających osi handlowych. W drugiej połowie XVII wieku ucierpieli podczas powstań Chmielnickiego. Liczba ich jednak nadal wzrastała. W 1769 roku na Bukowinie było 986 Żydów, w siedem lat później już 2906. Po 1774 roku ich sytuacja nadal nie była łatwa ze względu na liczne restrykcje w postaci m.in. zakazów osiedlania się. W przeciwieństwie do Żydów galicyjskich mówili po niemiecku. Zamieszkiwali przede wszystkim miasta i miasteczka. Prócz handlu zajmowali się rzemiosłem i wolnymi zawodami. Dziś w większości miejscowości życie żydowskie zamarło.

### Romowie
Na Bukowinie na początku XX wieku liczyli ok. 6000 osób. Identyfikowali się z Rumunami. Wbrew legendom w dużej części prowadzili osiadły tryb życia jako rzemieślnicy, kowale, ślusarze oraz producenci drobnego sprzętu domowego (blacharka – co wpłynęło na jednolity sposób krycia dachów zwłaszcza na Bukowinie południowej).

### Węgrzy
Przybyli na te tereny głównie w XIX wieku zarówno z Siedmiogrodu, jak i z dalszych terenów węgierskich. Wprowadzili do wsi, które zamieszkali, ewidentnie wyższy poziom rolnictwa.

### Polacy

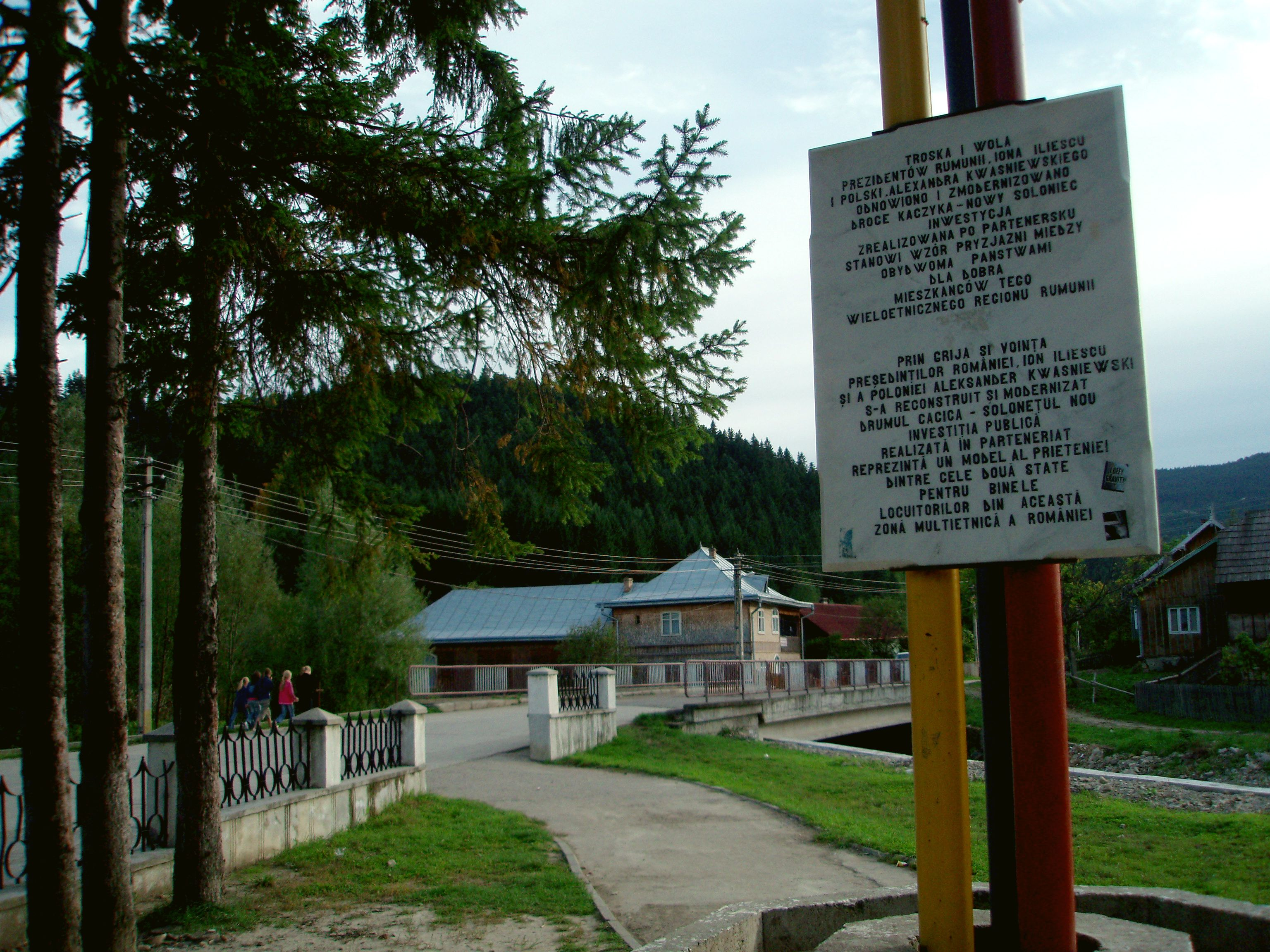
Nowy Soloniec, polska wieś na Bukowinie

Pierwsi osiedlili się za czasów Kazimierza Wielkiego. Po 1774 roku napływała ludność polska w celach przede wszystkim zarobkowych (nauczyciele, księża, urzędnicy, a także kupcy, ziemianie, rzemieślnicy, przedstawiciele wolnych zawodów i rolnicy). Sprowadzeni zostali także górnicy z Bochni, Kałusza i Wieliczki do pracy w kopalni soli w Kaczyce.
Około 1803 roku na Bukowinę przybyli Górale z okolic Czadcy, którzy osiedlili się w Trebleczu k. Seretu, w Starej Hucie Krasnej i w Kaliczance. Kolejna ich fala przybyła w latach 1814–1819, zatrzymując się we wsiach Hliboka i Tereszny. Po kilkunastu latach doszło do przeludnienia wsi, w związku z czym na Bukowinie południowej w 1834 roku powstała wieś Nowy Soloniec, w 1835 roku – Plesza i w 1842 roku – Pojana Mikuli.
Pod koniec XIX wieku doszło do migracji, częściowo do Bośni lub Brazylii. W latach 1946–1947 część polskiej ludności wyjechała w nowe granice Polski. Osiedlali się głównie na Śląsku, w okolicy miast: Bolesławiec, Dzierżoniów, Gubin, Lubań Śląski, Lwówek Śląski, Nowa Sól, Oława, Prudnik, Wrocław, Zielona Góra, Żagań, Żary. Spora grupa zamieszkała w Jastrowiu. Na wsi trudnią się hodowlą bydła, owiec, wyrabianiem serów, rolnictwem, wyrębem drzew, rzemiosłem. W Kaczyce Polonia trudni się górnictwem. W miastach, głównie Suczawie, Polacy wykonują także zawody inteligenckie.

### Ormianie
Zarazem jedna z najstarszych jak i najmniejszych grup etnicznych Bukowiny, dzieląca się na Ormian katolików, głównie w północnej części Bukowiny i zaliczanych do Polaków oraz osiedlonych na południu krainy Ormian ormiańskiego obrządku wschodniego i wliczanych tradycyjnie do narodowości rumuńskiej. Obydwie te grupy stanowiły elitę społeczną – posiadaczy ziemskich, bogatych kupców, wysokich urzędników, sędziów lub lekarzy. Ormianie rumuńscy – inaczej mołdawscy – osiedlili się głównie w Suczawie i jej okolicach.